# そろえてちょうだい?
『そろえてちょうだい?』は、いくえみ綾による日本の漫画。『FEEL YOUNG』（祥伝社）にて2008年8月号から2023年7月号まで連載されていた。
大のネコ好きである作者が飼いネコたちを描く4コマエッセイ漫画。
タイトルの「そろえてちょうだい?」は、主役のネコのブンの顔の模様が、前髪を揃えた人のような模様をしており、ネコが美容院で美容師に「前髪はそろえてちょうだい?」と注文しているシーンを作者が想像したことに由来する。

## 主な登場人物・動物
いくえみ綾
大のネコ好きで猫飼い暦は30年あまり。これまで飼ってきたネコはいずれも野良ばかりで、ネコを金で買うという考えは全く持っていなかった。
精神的に猫不足に陥り、冷やかし程度に覗いたペットショップでブンと出会ってしまう。
漫画家という職業柄在宅で仕事をしており、猫達の妨害を受けることもしばしば。夜中にブンに呼ばれて遊びやごはんを要求されたり、ブンやきなこの為に無理な体勢を維持せざるを得なかったりとなかなか苦労している様子。
バイオリンを習い始めたが、猫達には大不評でなかなかじっくり練習できない。
ブン
作者が初めてお金を出して買ったネコ。白黒のスコティッシュフォールドだが、耳が立っており生後10か月を過ぎても買い手が付かず、値下げされていた。
前髪が揃ったような模様が、山崎邦正や若い頃の樹木希林を思わせる。
素直ないい子で甘え上手。声が高く「プクル～」「キュプルル」と高い声で甘えてはゴハンや遊びをねだる。
スコティッシュフォールドである為か体が柔らかく、多彩なポーズを見せる。
嫌なことがあってもすぐに忘れてご機嫌になるため、「おつむがシアワセ」なのではないかと思われている。
通称「ブンてん」「ブンたん」「ブテちん」「かわモテちん」「プリブテ」他多数。
マメ
14歳。いくえみ家で一番の古参。10年野良をやって飼いネコに。ブンとはあまり仲が良くないため、住み分けされている。ごはんは外で食べる。
シロ
レトリーバーのメス犬。11歳。6歳の時にいくえみ家へ。「いくえみさんちの白い犬」にも登場する。
きなこ
茶トラ白のメス。推定3歳。小柄で目が大きく洋ナシ体型。ブンが来て間もなく近所を徘徊し始めた野良だったが、いくえみ家の一員に。もう少し早く来ていたら、ブンは買われなかったかもしれない。
当初はいくえみにしかなついておらず、姉を見ると逃げてしまうほどだったが徐々に夫や姉にも心を許すようになる。
いくえみの膝の上とベッドは自分の場所、と譲らない。
母
同居しているいくえみの実母。マメ担当。いくえみ同様かなりの猫好き。
ブンが好んでふみふみする腹の肉を持つ。
夫
いくえみの夫でたまに登場。職業は映像カメラマン。喫煙者。
姉
近所に住んでいるいくえみの実姉。たまにキュウちゃんという猫を連れて遊びに来る。きなこに恐れられており、最初は姿を見ることすらできなかった。
ロン
ロシアンブルー風のグレーのメス猫。手足が長く筋肉質。いくえみ家の庭にやってきて住みつき、ある時前足に怪我をした為保護され、いくえみ家に迎えられた。
うっすら縞模様が見えることから「ロシアンブルー（もどき）」「ニセモノ」と言われる。
通称「ロロロルルル」「ルルル」「ルッコラ」他多数。
コカブ
ある時いくえみ家の庭に現れた茶トラ白のオス。困り顔で鼻の穴が大きい。
保護して病院に連れていったところ、耳ダニ・シラミ・口内炎・寄生虫持ちの上、猫エイズ陽性と判明。

## 書誌情報
- いくえみ綾 『そろえてちょうだい?』 祥伝社〈FEEL YOUNGコミックス〉 、全8巻
  - 1巻、2010年7月8日発売[1]、ISBN 978-4-396-76497-5
  - 2巻、2012年4月7日発売[2]、ISBN 978-4-396-76543-9
  - 3巻、2014年3月8日発売[3]、ISBN 978-4-396-76599-6
  - 4巻、2016年3月8日発売[4]、ISBN 978-4-396-76666-5
  - 0巻、2016年11月8日発売[5]、ISBN 978-4-396-76686-3
  - 5巻、2018年7月6日発売[6]、ISBN 978-4-396-76740-2
  - 6巻、2020年11月7日発売[7]、ISBN 978-4-396-76809-6
  - みちくさ編、2023年10月6日発売[8]、ISBN 978-4-396-76899-7